# بلوک آزادی
بلوک آزادی (انگلیسی: Freedom Bloc)، که بعدها به نام دوباما-سینیتا آسیایونه شناخته شد، یک حزب سیاسی در برمه (میانمار) در طول جنگ جهانی دوم بود.